# Santa Eufemia (Argentina)
Santa Eufemia  è una città e un comune situato nella zona centro-meridionale della provincia di Córdoba, in Argentina, nel dipartimento di Juárez Celman; 240 km dalla città di Cordova, capoluogo della provincia, sulla Strada Provinciale 4.
È un centro agricolo-zootecnico. Le sue colture principali sono arachidi, soia e mais. Per quanto riguarda la zootecnia si allevano bovini e suini.
Inizialmente la città, fondata nel 1894, si chiamava Colonia Pelleschi. La sua attuale designazione è in onore della madre e della figlia, scomparsa prematuramente durante il viaggio per raggiungere l'Argentina, dei fondatori, i fratelli Pietro e Giovanni Pelleschi.